# Trandolapril
Trandolapril es vendido bajo la marca Mavik, entre otras. Es un medicamento utilizado para tratar la presión arterial alta, la insuficiencia cardíaca y la enfermedad renal diabética. Es uno de varios agentes de primera línea para la presión arterial alta. Este medicamento se toma por vía oral.
Los efectos secundarios de este medicamento incluyen tos, diarrea y mareos;  otros efectos secundarios pueden incluir niveles altos de potasio en sangre, angioedema, problemas renales, presión arterial baja y problemas hepáticos. El uso de este medicamento durante el embarazo puede dañar al bebé. Es un inhibidor de la ECA.
Este medicamento fue patentado en 1981 y aprobado para uso médico en 1993. Está disponible como medicamento genérico. En el Reino Unido, 4 semanas de tratamiento le cuestan al NHS alrededor de 2,60  libras esterlinas. Esta cantidad en Estados Unidos cuesta alrededor de 11 dólares estadounidenses.